# Història de l'Iraq
Aquest article inclou una descripció de la prehistòria al present a la regió de l'estat actual de l'Iraq a Mesopotàmia.

## Prehistòria
S'han trobat restes de neandertals a Shanidar. Homo sapiens, però, es va acabar imposant després de successives migracions. Després del Paleolític va tenir lloc la revolució neolítica, amb la domesticació d'animals, els primers conreus i els poblats estables.

## Antiga Mesopotàmia

### III mil·lenni aC

Creixent Fèrtil
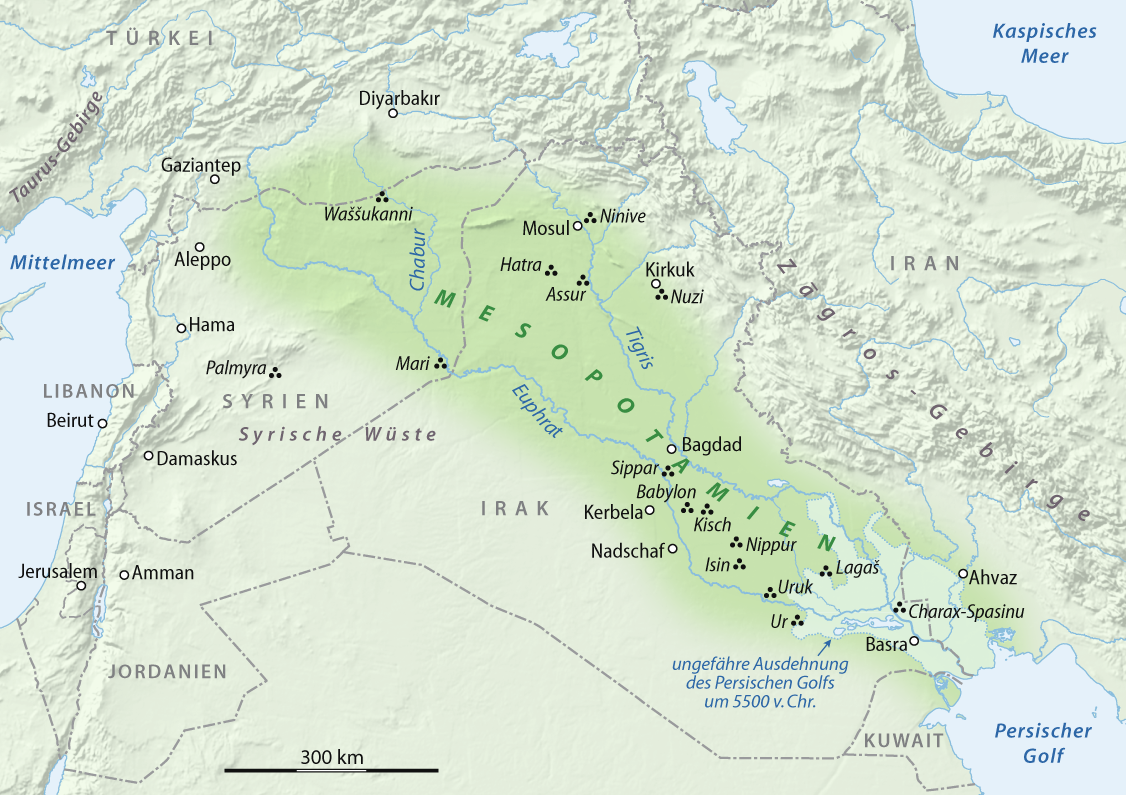
Mesopotàmia
Orient Mitjà cap al 2800-2500 aC
Orient Mitjà cap al 2500-2400 aC
Imperi Accadi (c. 2300-2100 aC)

### II mil·lenni aC

Primera Dinastia de Babilònia (1894-1595 aC)
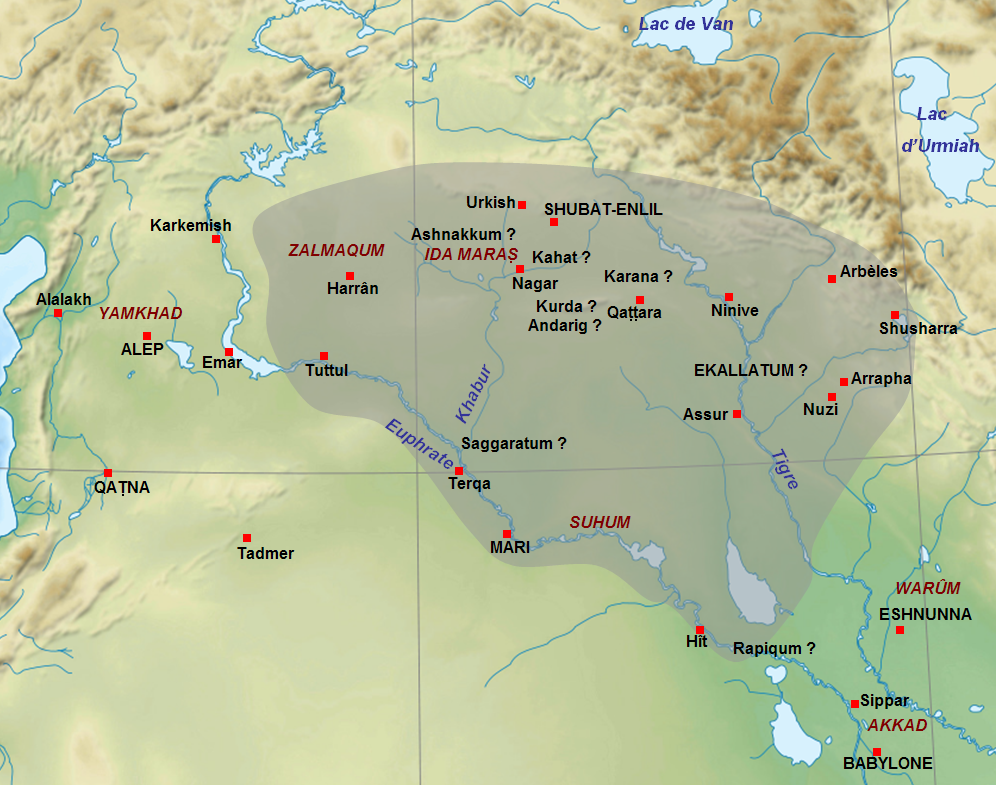
Regne de l'Alta Mesopotàmia (c. 1815-1775 aC)
Mittani (cap al 1500-1300 aC)
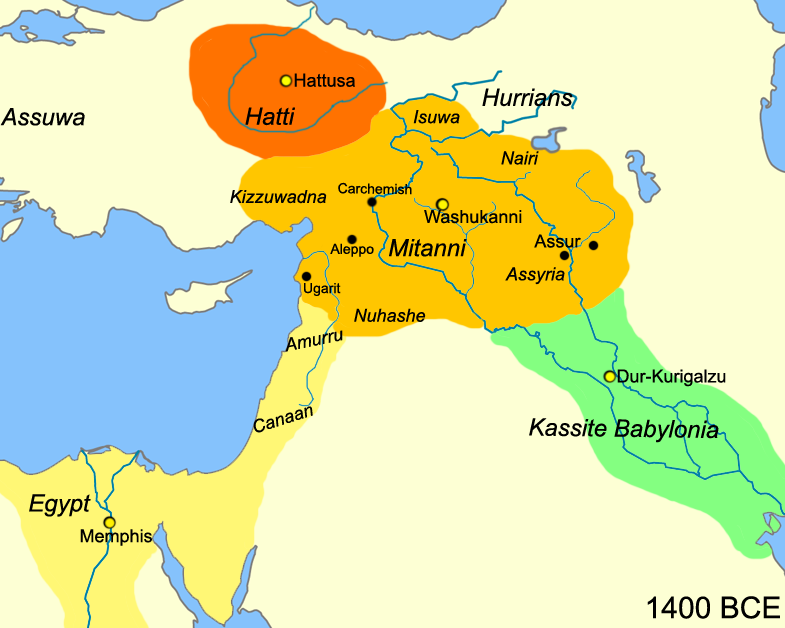
Orient Mitjà el 1400 aC
Orient Mitjà cap al 1380 aC (Cartes d'Amarna)
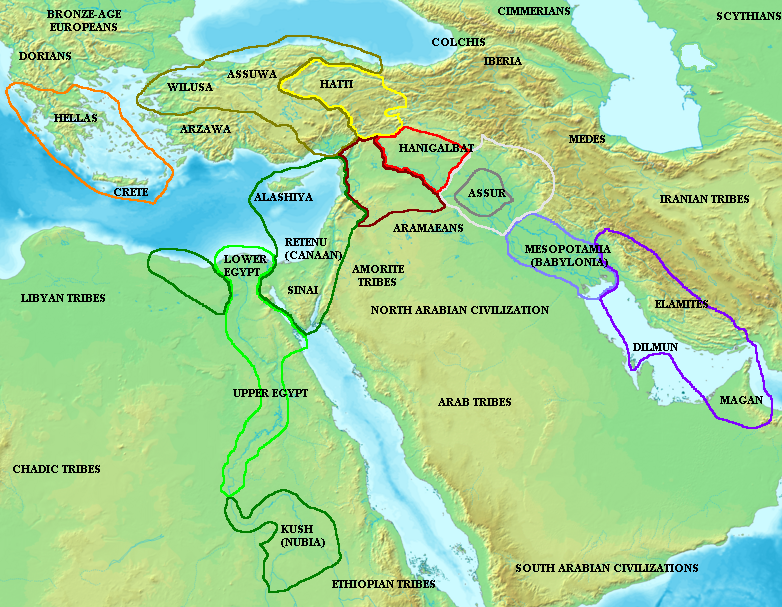
Orient Mitjà cap al 1380 aC (Cartes d'Amarna, versió 2)
Orient Mitjà cap al 1300 aC (abans dels Pobles del mar)
Regne mitjà assiri (1450-934 aC)

### I mil·lenni aC

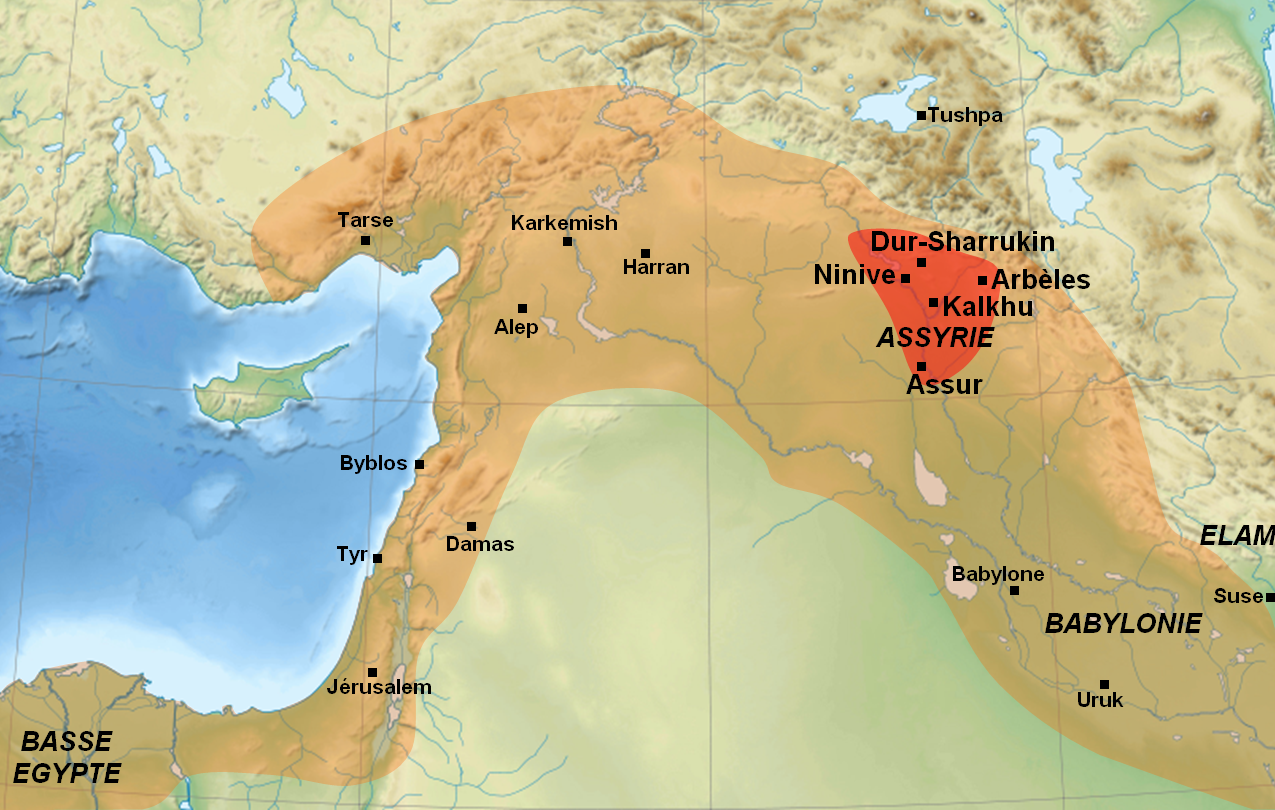
Assíria (cap al 700 aC)
Imperi Neobabilònic (626-539 aC)
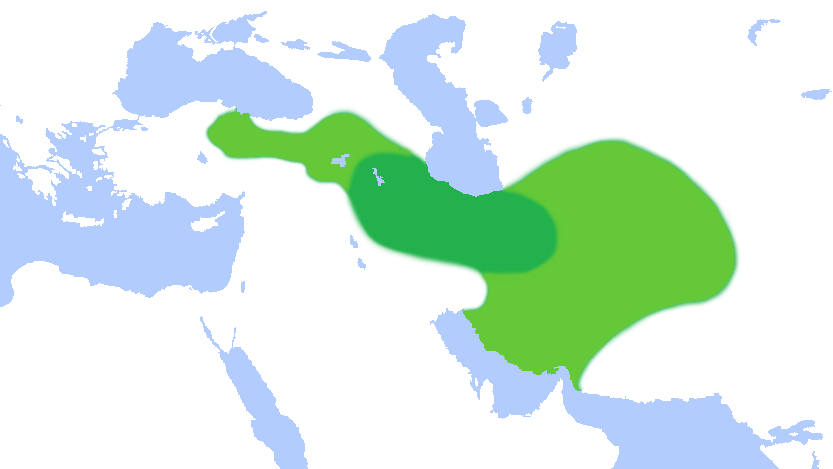
Imperi dels Medes (possible extensió, 650-550 aC)
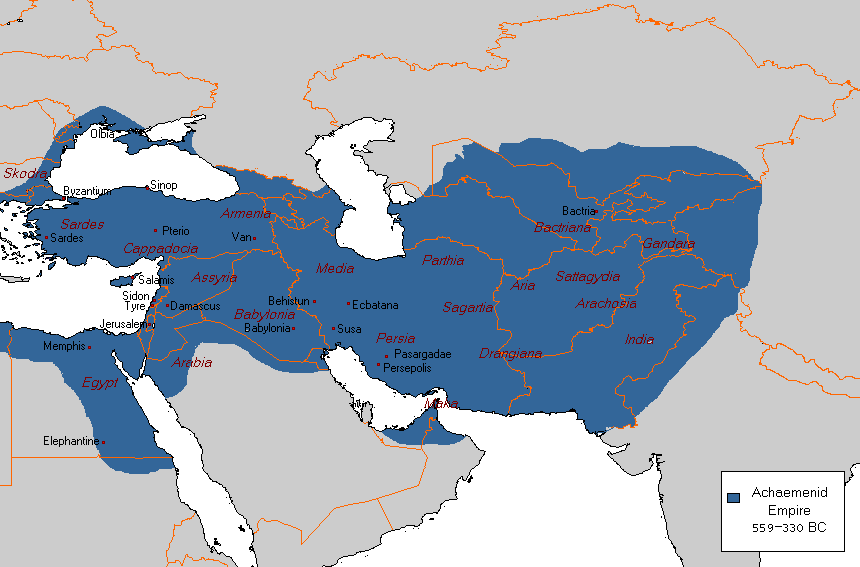
Aquemènides (559-330 aC)
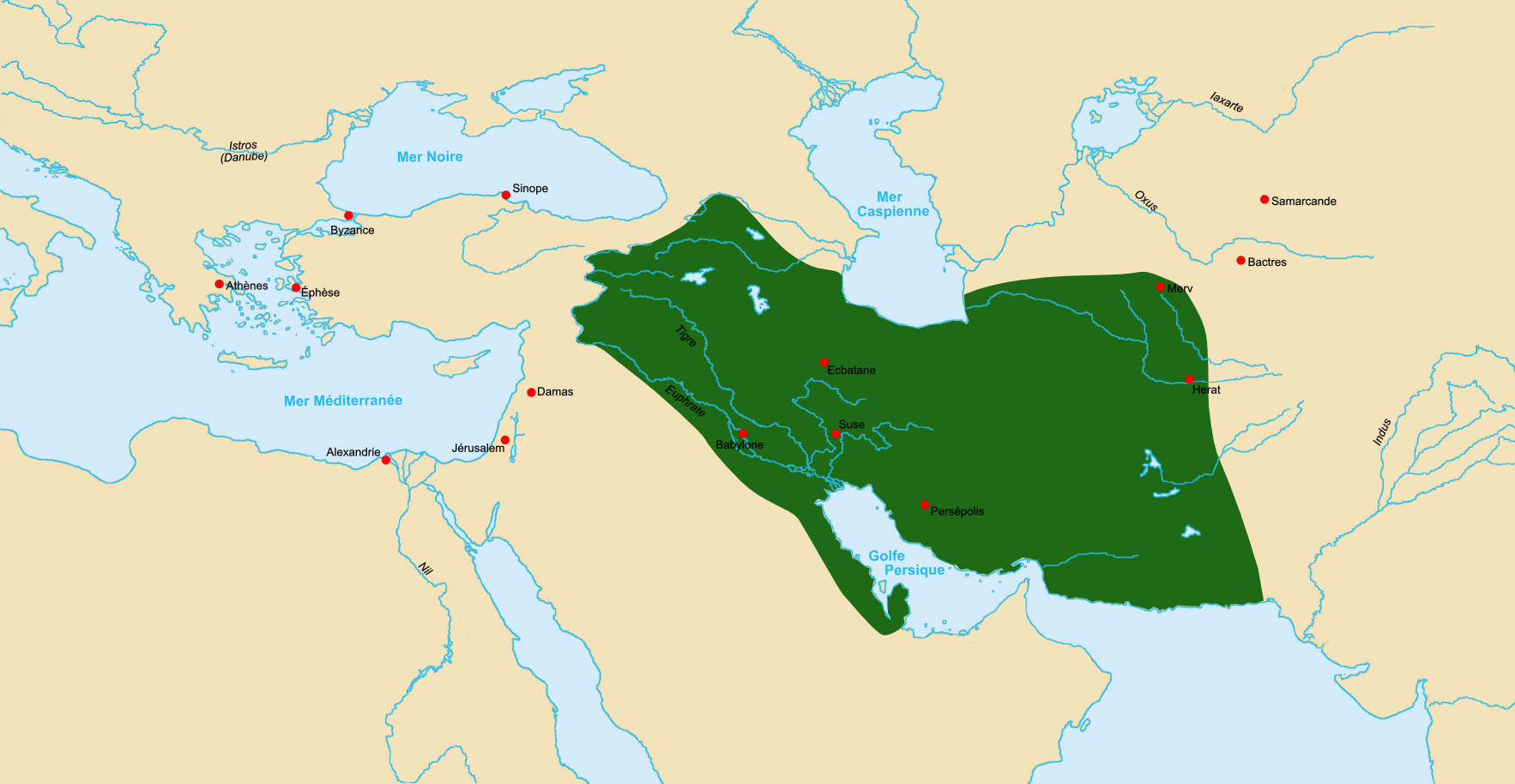
Imperi Part (del 247 aC al 224 dC)

Conegut antigament com a Mesopotàmia, l'Iraq és el lloc on les civilitzacions antigues van prosperar.
Després del col·lapse de la civilització sumèria, Hammurabi va vèncer els prínceps rivals i va fundar un regne al voltant del 1700 aC. Durant el seu govern, Babilònia es va convertir en el principal centre de comerç del Pròxim Orient. Va estendre el seu imperi cap al nord a través de les valls dels rius Tigris i Eufrates.
Entre els anys 1813 i 1780 aC, Assíria va assolir la categoria d'imperi. Va ser el primer Imperi assiri, de la mà del rei Xamxi-Adad I fins que l'any 1760 aC., Hammurabi de Babilonia va derrotar i va conquerir els assiris.
El segle XVI aC va ser un període d'invasions i gran confusió per tot Mesopotàmia. Assíria es va veure sota el control d'uns i altres invasors (els mitani i els hitites sobretot), fins al segle xiv en què el rei assiri Aixuruballit I es va alliberar dels seus opressors i fins i tot va arribar a engrandir els límits de les seves terres. Els successors d'aquest rei van ampliar més les fronteres i van saber enfrontar-se als pobles del voltant.

### Nabucodonosor II

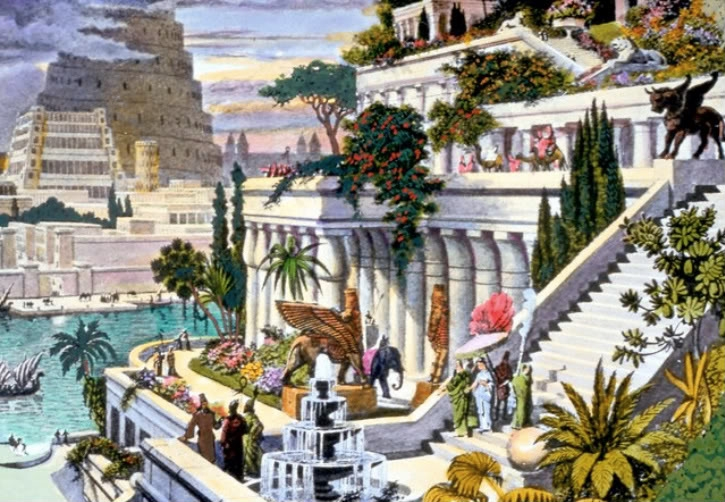
Una pintura del dels Jardins penjants de Babilònia. Al fons pot distingir-se la Torre de Babel.

Nabucodonosor II (fill de Nabopolassar) va heretar l'Imperi de Babilònia, al qual va afegir territoris, i va reconstruir la ciutat de Babilònia.
El segle VI aC, Nabucodonosor II va conquerir Jerusalem. El Temple de Jerusalem va ser saquejat, el rei Joaquim i part de la població van ser deportats a Babilònia. A Nabucodonosor II s'acredita la construcció dels llegendaris Jardins penjants de Babilònia, una de les Set Meravelles del Món.

## Antiguitat clàssica

### Domini aquemènida i Imperi Selèucida
Diversos invasors van conquerir el territori després de la mort de Nabucodonosor II, incloent-hi Cir II el Gran al 539 aC i Alexandre el Gran al 331 aC, que va morir el 323 aC. Al segle vi aC passà a formar part de l'Imperi Aquemènida, quan fou conquerit per Alexandre el Gran i romangué sota domini grec sota la dinastia selèucida durant prop de dos segles. Babilònia declinà després de la fundació de Selèucia del Tigris, la nova capital de l'Imperi Selèucida.

### Domini romà i part
Els selèucides van ser succeïts pels parts al segle tercer. Al començament del segle segon, els romans, dirigida per l'emperador Trajà, van envair Pàrtia, va conquistar Mesopotàmia, i la van convertir en una província imperial. Va ser retornada als parts breument pel successor de Trajà, Hadrià.

### Conquesta àrab i Califat Abbàssida

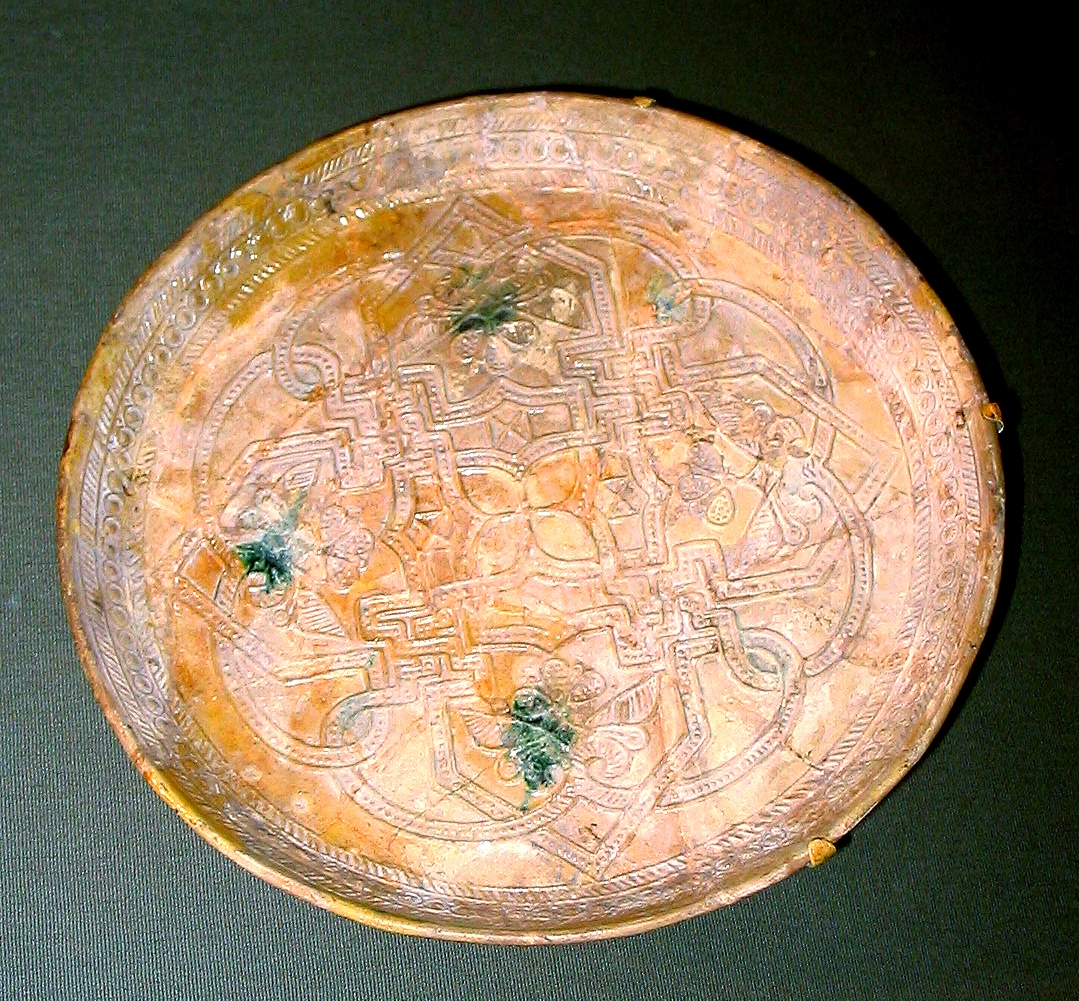
Aquesta cassola de fang es va fer el a l'Iraq.

Al segle iii, els parts van ser, al seu torn, succeïts per l'Imperi Sassànida, que va governar Mesopotàmia fins al segle vii, quan es va produir la conquesta musulmana de l'Iraq. Aquesta conquesta es va iniciar en el califat d'Úmar ibn Abd-al-Aziz el 633 i es va acabar el 642.
Un cap dels bakrites de la regió, al-Muthanna ibn Hàritha, que s'havia convertit a l'islam, va convidar a l'Iraq Khàlid ibn al-Walid i a la primavera o estiu del 633 Khàlid va aparèixer davant al-Hira amb una tropa. La ciutat va capitular ràpidament; però el 634 Khàlid fou enviat a Síria i les operacions gairebé es van suspendre. Al-Muthanna va tenir diversos xocs amb els làkhmides i sassànides i fou derrotat en la batalla del Pont; el 635 va vèncer a la Bawayh, però va morir poc després (636). Un nou cap va agafar el comandament: Sad ibn Abi-Waqqàs, un antic company de Mahoma, i el 637 va fer front a un atac persa dirigit pel general Rustam i es va lliurar la famosa batalla d'al-Qadisiyya (a 30 km al sud-oest d'al-Hira) que va durar tres dies i tres nits, en la que els perses foren derrotats per forces dues o tres vegades inferiors en nombre. Aquesta victòria obria als musulmans a la conquesta de l'Iraq. Es van acostar fins a Ctesifont que van saquejar i es van establir a la resta de la regió on no foren mal acollits per la població nativa d'origen arameu i, per tant, semites com els àrabs.
El 638 es va establir el campament fortificat de Bàssora, a la regió del Xatt al-Arab (la unió dels rius Tigris i Eufrates) i a l'any següent el campament de Kufa, al sud de la moderna Bagdad, però a la riba dreta de l'Eufrates, destinat a esdevenir la capital de la província en el lloc de Ctesifont, destruïda i progressivament despoblada. La victòria sobre els perses a Nihawand el 642 va garantir el domini de la província i va obrir el camí de Pèrsia als musulmans. Els campaments de Kufa i Bàssora, van esdevenir viles i després grans ciutats, amb governadors separats.
El 4 de desembre del 656 es va lliurar a la rodalia de Bàssora l'anomenada batalla del Camell en què Alí ibn Abi Tàlib va derrotar els seus rivals dirigits pe Àïxa bint Abi-Bakr, Talha ibn Ubayd-Al·lah al-Taymí i az-Zubayr ibn al-Awwam. A Kufa Alí va tenir el seu quarter general durant el conflicte que el va oposar a Muàwiya I i després de la batalla de Siffín (26 a 28 de juliol del 657) al kharigites oposats a l'arbitratge, i que foren derrotats a al-Nahrawan el 658. A Kufa fou assassinat Alí per Ibn Múljam el 25 de gener del 661 (Alí va morir dos dies després).
Amb el triomf de Muàwiya I el centre del califat musulmà es va desplaçar a Síria. Iraq va esdevenir el 670 una província del califat formada per les governacions de Bàssora i Kufa.

### Iraq sota els abbàssides (750-945)
Iraq va estar sota govern dels abbàssides del 750 al 1258, però el govern efectiu es va interrompre el 945 per la dominació buwàyhida i després seljúcida.
Els abbàssides es van establir inicialment (750) a Kufa que no fou de la seva satisfacció. Després d'algunes vacil·lacions la capital es va establir finalment a Bagdad. Kufa es va buidar mentre Bagdad creixia de manera important fins que el 836 la cort es va traslladar a Samarra (836-872).
Es van produir dos aixecaments alides importants: el primer a Bàssora el 762 que va culminar en la batalla de Bakhamra en la qual Isa ibn Musa, cap de les forces del califa a Iraq, van derrotar les forces rebels d'Ibrahim ibn Abd Allah que va morir a causa d'una fletxa quan anava guanyant la batalla.
La segona revolta alida es va produir a Kufa el 814 o 815 amb Abu-s-Saraya aix-Xaybaní al servei de Muhàmmad ibn Ibrahim (Ibn Tabataba); Abu-s-Saraya es va presentar a Kufa on unit a les forces d'Ibn Tabataba va fer la khutba en nom d'Ibn Tabataba com a imam (27 de desembre del 814, segons altres fonts el 26 de gener del 815). Per combatre la revolta de Kufa, el visir al-Hàssan ibn Sahl va enviar un exèrcit que fou derrotat per Abu-s-Saraya el 14 de febrer del 815. Ibn Tabataba es va posar malalt i va designar com a nou imam transitori Alí ibn Ubayd-Al·lah amb l'encàrrec de designar un nou imam i va renunciar el dia 14 i va morir el dia 15 de febrer. Alí ibn Ubayd-Al·lah va designar Muhàmmad ibn Zayd, que amb l'aprovació d'Abu-s-Saraya fou elegit. Destacaments militars foren enviats per ocupar Wasit, Bàssora, La Meca i altres ciutats. Es coneixen dírhams emesos a Kufa durant el domini d'Abu-s-Saraya, segons els quals va iniciar preparatius per atacar Bagdad. Hasan ben Sahl va cridar llavors el general Hàrthama, que estava de camí cap al Khurasan. Hàrthama va retornar i es va enfrontar a Abu-s-Saraya a Kasr Ibn Hubayra (maig/juny del 815) i el va derrotar. Les forces alides van quedar assetjades a Kufa, on una part de la població no els era pas favorable. El 26 d'agost del 815 Abu l-Saraya va fugir de la ciutat amb 800 cavallers i fou capturat i executat el 18 d'octubre del 815.
A Bagdad es va viure la guerra civil entre al-Amín i al-Mamun amb el setge de la ciutat (812-813). El 865 la rebel·lió dels soldats turcs de Samarra va portar a un segon setge de Bagdad (865/866).
Al baix Iraq es va viure la revolta dels Zandj, els esclaus negres, que va durar del 869 al 883, i després del 900 les incursions de bandes de càrmates del Bahrain (Aràbia oriental) especialment a Bàssora, a les portes de la qual es va presentar el cap càrmata Abu-Saïd al-Jannabí el 901 si bé es va retirar, després van tornar del 905 en endavant quan Abu-Saïd va enviar freqüents incursions a la regió de Bàssora on va fer captius; l'expedició càrmata a l'estiu del 912 va aconseguir assolar la rodalia de la ciutat.
En aquest temps s'anomenava Sawad a les terres centrals de l'Iraq. Era considerada la part més fèrtil del califat i hi aportava una part important dels ingressos.
El 936, caigut el visir Ibn Muqla, el califa ar-Radi va nomenar per primera vegada un amir al-umara o gran amir (i per tant cap de l'exèrcit), en la persona d'Ibn Ràïq, oficial turc governador de Bàssora, la qual cosa va obrir una etapa que va durar fins a l'establiment del sultanat buwàyhida. Durant el període que Ibn Raik va governar (936-938) va eliminar tot mitjà de defensa del califa i va fer massacrar la guàrdia Hudjariyya fidel al califa. També va combatre els governadors autònoms d'Ahwaz, els Banu l-Baridi o barídides, als que va tractar d'arrabassar la seva província.
El 938 fou enderrocat pel seu lloctinent el turc Bàjkam que va entrar a Bagdad, va assolir el poder, i va enviar el seu antic cap com a governador al Diyar Mudar. Mort Bàjkam (940) el va substituir Kurankidj o Kurankidji (940-941), però el barídida Abu Abd Allah Ahmad ibn al-Baridi va entrar a Bagdad i va prendre el poder que va perdre ràpidament per un motí de les seves tropes; Ibn Raik va poder ocupar el seu lloc el setembre del 941; va governar uns mesos fins que el 942 Abu-Abd-Al·lah Àhmad ibn al-Baridí va enviar un exèrcit dirigit pel seu germà Abu-l-Hussayn al-Baridí que va ocupar Bagdad i va obligar el califa i al seu visir Ibn Raik a refugiar-se en territori dels hamdànides a Mossul. Els hamdànides van contraatacar i fou expulsat de Bagdad i Wasit, però els barídides van conservar el govern de Bàssora (que havien adquirit anteriorment) i van sostenir una guerra contra l'emir d'Oman que havia desembarcat i s'havia apoderat d'al-Ubulla.
La lluita es va acabar el 945 quan Muizz al-Dawla que havia acabat la conquesta del Khuzistan als barídides va ocupar Bagdad (i Bàssora el 947)¡ i va imposar la seva tutela al califa. Els buwàyhides foren xiïtes.

### Domini buwàyhida
El buwàyhides o búyides foren una dinastia xiïta que va governar l'Iraq i Pèrsia. Des del 981 les ciutats de Bàssora i Ahwaz, que corresponien a l'Iraq, van gaudir d'autonomia i sovint es van posar sota dependència de Fars. La dinastia fou eliminada pels seljúcides entre el 1055 i el 1056.

#### Sultans buwàyhides d'Iraq
- Muïzz-ad-Dawla 932-967
- Izz-ad-Dawla Bakhtiyar 967-977
- Àdud-ad-Dawla 977-983
- Samsam-ad-Dawla 983-987
- Xàraf-ad-Dawla 987-989
- Bahà-ad-Dawla 989-1012
- Sultan-ad-Dawla 1012-1022
- Muixàrrif-ad-Dawla 1022-1025
- Jalal-ad-Dawla 1025-1044
- Abu-Kalijar 1044-1048
- Al-Màlik ar-Rahim 1048-1055
- captura de Bagdad per Toghril Beg I (seljúcida) 1055 i empresonament d'Al-Màlik ar-Rahim

## Fatimites i seljúcides a l'Iraq
Entre 1055 i 1060 els fatimites i els seljúcides es van disputar l'Iraq. Van vèncer finalment els segons. El 1054 una revolta dels turcs de Bagdad va triomfar i els rebels van saquejar Bagdad; llavors el destacat general al-Bassassirí va trencar amb el buwàyhida Malik al-Rahim i va fer a contracor la khutba en nom del seljúcida Toghril Beg I. A Bagdad el visir abbàssida Rais al-Ruasa ibn al-Muslima, havia abandonat també als buwàyhides i es va decantar per Toghril Beg (1054) que des del 1052 s'havia instal·lat a Hulwan (Pèrsia) i al que va cridar a Bagdad (1055). El visir va impedir a al-Bassassirí d'actuar contra els ukàylides de l'emir Kuraiix que havien anat també a Bagdad, i el general va reaccionar i va tallar els subsidis al califa, i el març del 1055 va ocupar al-Anbar.
Llavors al-Bassassirí es va dirigir a Bagdad on no va anar a fer homenatge al califa. El visir va instigar manifestacions sunnites que van acabar en disturbis; al-Bassassirí, que havia anat a Wasit per reunir-se altra vegada amb Malik al-Rahim, va fer emetre una fàtua on declarava els disturbis (en els que s'havien destruït gerres de vi del vaixells propietat d'un cristià) il·legals. El visir el va acusar d'estar d'acord amb el califa fatimita, i els turcs de Bagdad van saquejar la seva casa a Bagdad.
Mentre Toghril Beg, amb l'excusa d'anar a fer el pelegrinatge i a combatre els fatimites, havia anat a Bagdad on les seves tropes van arribar davant la ciutat. Malik al-Rahim va anar a Bagdad i al-Bassassirí va haver d'anar a terres del mazyàdida Dubays de la Batiha que era son cunyat. El califa, el visir i Malik al-Rahim van acceptar l'entrada de Toghril Beg a Bagdad i es va fer la khutba en nom seu el 15 de desembre de 1055. Toghril va fer entrada solemne el dia 18 de desembre.
Però les seves tropes ghuzz aviat es van enfrontar a la població. Toghril va acusar Malik al-Rahim dels disturbis i pillatges que van seguir, i el va fer detenir el 23 de desembre. Toghril Beg va ordenar a Dubays de la Batiha de trencar amb al-Bassassirí i aquest va haver de marxar a Rahba, a l'Eufrates i va demanar al califa fatimita de poder anar al Caire, però el visir fatimita al-Yazuri li va refusar l'asil; no obstant el califa fatimita es va mostrar d'acord en enviar tropes contra Toghril per impedir la conquesta per aquest de Síria i després Egipte, i va nomenar a al-Bassassirí governador de Rahba i li va enviar diners, robes, cavalls, i armament, que li va portar el delegat fatimita al-Muàyyad fi-d-Din aix-Xirazí, plenipotenciari a la regió de l'Eufrates. La propaganda fatimita (1056-1057) va decantar al seu costat alguns amirs, afavorida també per l'hostilitat de la població a les forces ghuzz seljúcides. En diversos llocs de l'Iraq, com Wasit, es va llegir la khutba en nom del califa fatimita al-Mustànsir (1035-1094). El mazyàdida Dubays es va revoltar contra Toghril i va tornar a l'aliança amb al-Bassassirí. Aquest va tenir també el suport dels àrabs nòmades i el dels turcs de Bagdad, espoliats per Tughril.
Llavors al-Bassassirí amb forces pròpies i de Dubays va anar a la regió de Sindjar on va derrotar greument als seljúcides dirigits per Kutlumush, cosí de Tughril, que va haver de fugir cap a l'Azerbaidjan (9 de gener de 1057). L'ukàylida Kuraiix, ferit, fou fet presoner i llavors es va declarar a favor d'al-Bassassirí i del califa fatimita que fou reconegut a Mossul.
Toghril va abandonar Bagdad el 19 de gener de 1057 per lluitar contra els revoltats; va rebre reforços des de Pèrsia, i va avançar cap a Mossul, que va conquerir; després va seguir cap a Nísibis. Dubays i Kuraysh van tornar al seu partit i al-Bassassirí va retornar a Rahba amb els turcs de Bagdad i un grup de ukàylides.
Quan va arribar a Mossul el seljúcida Ibrahim Inal, germanastre (uterí) de Tughril, que odiava els àrabs, Kuraysh va renovar la seva aliança amb al-Bassassirí, i Dubays va fer el mateix i va retornar a Djamian (al-Hilla). Toghril va prendre venjança a Sindjar per la derrota patida pels seus i va deixar a Inal a Mossul, retornant a Bagdad on fou rebut pel califa que li va donar el títol de rei d'Occident i d'Orient (24 de gener de 1058). Ibrahim Inal aspirava al sultanat en perjudici del seu germà i es va posar en contacte amb al-Bassassirí i el delegat fatimita al-Muayyad (que era a Alep) per obtenir el suport fatimita per enderrocar a Tughril, a canvi de fer la khutba en nom del califa fatimita. Va abandonar Mossul que fou immediatament ocupada per Kuraysh i al-Bassassirí (encara que la ciutadella va resistir quatre mesos), però Toghril va recuperar la ciutat, i va avançar contra Nísibis i al-Bassassirí va fugir de Rahba cap a Damasc.
En aquell moment Ibrahim Inal es va declarar obertament en rebel·lió contra el seu germà i va marxar cap al Djibal. El 5 de novembre de 1058 Toghril Beg va abandonar Nísibis que havia ocupat i va perseguir al seu germà.
Així Iraq va quedar lliure de forces seljúcides i al-Bassassirí no va tardar a tornar a Hit i després a al-Anbar. El califa al-Qàïm, ple de dubtes, no sabia si sortir de Bagdad o no (el mazyàdida Dubays li va oferir refugi als seus dominis) però finalment va restar a la capital. El 27 de desembre al-Bassassirí va entrar a Bagdad (part occidental) amb 400 cavallers i l'1 de gener de 1059 va fer la khutba en nom del califa fatimita. El 8 de gener va travessar el riu i el califa fatimita fou proclamat a la mesquita de Rusafa a la part oriental.
El califa va fortificar el seu palau però al-Bassassirí tenia el suport dels xiïtes i de part dels sunnites que odiaven els ghuzz; excitats pel visir, un grup d'haiximites i eunucs del palau van voler front a al-Bassassirí però foren derrotats a la vora de l'Hipòdrom i el 19 de gener de 1059 al-Bassassirí va atacar el palau; el califa i el visir van fugir i van demanar asil a Kuraysh que els en va donar i els va portar a al-Haditha amb el seu cosí Muharix; el palau fou saquejat; al-Bassassirí es va apoderar de les insígnies del califa que va enviar al Caire i el 29 de gener de 1059 va celebrar la festa de les víctimes amb banderes egípcies. Va deixar al califa en mans de Kuraiix però li va exigir a aquest l'entrega del visir, al que va executar de manera horrible el 16 de febrer de 1059.
Al-Bassassirí va prendre possessió de Bàssora i Wasit però no va aconseguir dominar el Khuzestan. El califa fatimita es va molestar perquè no li fou entregat el califa abbàssida. També el visir al-Yazuri fou destituït i executat acusat d'arruïnar les finances del país pel suport donat a al-Bassassirí. El califa va abandonar a al-Bassassirí.
Mentrestant, Toghril havia triomfat sobre el seu germà Ibrahim Inal (juliol del 1059) i estava disposat a tornar a Bagdad. Va oferir a al-Bassassirí de deixar-li Bagdad a canvi de fer la khutba en el seu nom, restablint a al-Qaim al tron, assegurant que en aquest cas no tornaria a Bagdad. En cas d'oposar-se a la proposta, Kuraysh fou convidat a abandonar a al-Bassassirí. Aquest darrer va negociar amb el califa per desautoritzar al seljúcida sense èxit. Kuraysh li va recordar la ingratitud del califa fatimita i li va dir que Toghril el perdonaria, però al-Bassassirí no va voler acceptar canviar de bàndol.
Toghril finalment va avançar cap a Bagdad. Muharix, a petició del seljúcida, va alliberar al califa que es va reunir amb Toghril a Naharawan l'1 de gener de 1060 i l'endemà va entrar al seu palau. Kuraysh ja havia abandonat a al-Bassassirí i aquest havia sortit de Bagdad el 14 de desembre amb la seva família i s'havia refugiat a Kufa. No gaire després els soldats de Toghril van atrapar a al-Bassassirí que estava en companyia de Dubays. Aquest va passar altre cop al bàndol de Toghril però al-Bassassirí s'hi va negar i va presentar batalla a Saki al-Furat, prop de Kufa, però fou derrotat i mort (15 de gener de 1060).
La dominació seljúcida (sunnita) a Bagdad fou llarga; els sultans seljúcides van tenir la seva capital a Esfahan (es diu que per això la regió del Djibal a Pèrsia es va anomenar Iraq Adjemí. La branca que va formar el principat autònom es va iniciar amb Mahmud II ibn Muhàmmad ibn Màlik-Xahd, nebot de Sandjar, que va pujar al poder el 1118, però ja en aquest temps els califes començaven a agafar volada sols; les lluites d'influències es van fer especialment violentes en temps del sultà Masud (amb l'execució del califa al-Mustarshid el 1135 i del califa ar-Ràixid el 1136) fins que finalment va pujar al poder el califa al-Mústadi (1170-1180) escollit pel sultà. Però el poder seljúcida ja estava en descomposició i el califa an-Nàssir (1180-1225) va començar una política pròpia. Al segle xiii es va enfrontar al xa de Coràsmia que el 1221 fou aniquilat pels mongols de Genguis Kan i després d'un renaixement sota Djalal al-Din Manguberti foren escombrats definitivament el 1230. De moment els mongols no van envair Iraq però finalment el gran kan Mongke va enviar al seu germà Hulegu, que va conquerir Bagdad el 1258 i va posar fi al Califat Abbàssida.

## Iraq sota els il-kànides i els jalayírides
Iraq va estar sota el domini dels il-kànides del 1258 al 1335 i sota el domini dels jalayàrides del 1336 al 1411.
Després de la conquesta de Bagdad per Hulegu, Iraq formà part del domini de l'Il-kan de Pèrsia dividit en dues províncies, l'Alta Mesopotàmia amb capital a Mossul i la Baixa Mesopotàmia amb capital a Bagdad; Spuler dona una llista d'alguns governadors mongols d'una i altra regió que estaven assistits d'un naib no mongol, generalment un alt funcionari musulmà, cristià o jueu, d'un dels grups que tenien major poder a la cort. La situació no va tenir gaires disputes fins al 1335.
En aquell any,el governador de l'Iraq i Diyar Bakr Ali Padxà, a la mort del kan Abu Said Bahadur Khan va donar suport a la reina Delsad Khatun, que estava embarassada (s'hi va casar) i es va revoltar contra el nou kan Arpa, que havia estat posat al tron pel visir al·legant una designació al llit de mort per part d'Abu Said; Ali Padxà va derrotar Arpa prop de Maragha el 10 d'abril de 1336 i el derrotat kan fou capturat poc després i executat. Delsad havia donat a llum a una filla i Ali Padxà va haver de proclamar sobirà a Musa Khan (12 d'abril) net de l'efímer kan Baydu. Poc després Ali Padxah fou derrotat a Qara Darra (24 de juliol de 1336) per Xaykh Hassan ibn Amir Husseyn, conegut com a Hasan Buzurg, el principal amir de Pèrsia i considerat el primer governant de la dinastia dels djalayàrides (tot i que mai va agafar el títol reial); Delsad es va casar amb Hasan i va tenir a Xaikh Uways (que després va succeir a Hasan al front dels djalayàrides).
La dinastia jalayírida o jalayàrida va dominar Bagdad i va aconseguir expulsar els cobànides de l'alta Mesopotàmia. La primera invasió de Tamerlà el 1393 va trobar als Qara Qoyunlu a Tabriz. Després de dominar Pèrsia i d'establir diversos governants, fou ocupada la Batiha i Bagdad que pertanyien als djalayarides.
Els timúrides es van retirar el 1394 i encara que van tornar a l'Iraq el 1401-1402 (el 1401 Tamerlà es va tornar a acostar a Bagdad que fou atacada per segona vegada, saquejada i massacrada una part de la població; però després va marxar cap a Geòrgia) i el 1403-1405 els jalayàrides van poder recuperar el poder amb l'ajut dels Qara Qoyunlu. Però els beduïns al sud i els turcmans i kurds al nord, amb els seus atacs, van desviar el tràfic de caravanes i van desorganitzar l'economia local iraquiana. La dinastia djalayàrida expulsada de Bagdad (1411) va intentar resistir al Baix Iraq (Khuzestan, Hilla, Bàssora), enfrontada ara als Qara Qoyunlu (1411-1431). El moviment polític religiós dels muixaixa va acabar substituint els jalayàrides.

## Iraq otomà

### Qara Qoyunlu, Muixaixa i Aq Qoyunlu
La dinastia jalayírida, expulsada de Bagdad (1411) va intentar resistir al Baix Iraq (Khuzestan, Hilla, Bàssora), enfrontada ara als qara qoyunlu (1411-1431). El moviment polític religiós dels muixaixa va acabar substituint als jalayàrides. Els muixaixa no obstant el seu èxit parcial a Khuzestan i Fars no van aconseguir ocupar mai Bagdad als qara qoyunlu, i Hilla només breument del 1466 al 1468.
El 1469 els aq qoyunlu, que van substituir als qara qoyunlu, van estabilitzar uns anys la situació; foren expulsats de Pèrsia pels safàvides al començament del segle xvi però encara es van sostenir uns anys a l'Iraq amb Murad ibn Yakub (1503-1508). Finalment el 1508 els safàvides van ocupar Iraq i el van governar fins al 1534 a través dels emirs Mawsillu de l'alta Mesopotàmia, ja poderosos sota els aq qoyunlu, i que van aconseguir el govern de Bagdad del xa, governant així tot l'Iraq. El 1528 l'emir Dhu l-Fikar ibn Nukhud (o Zulfiqar ibn Nukhud) va intentar independitzar-se i es va sotmetre al sultà otomà però fou derrotat per les forces de xa Tahmasp I (1529) que el 1530 tornaven a dominar Bagdad.
Després de la batalla de Çaldiran el 23 d'agost de 1514 en què els otomans van obtenir una gran victòria sobre els safàvides perses i la campanya que va seguir (1515-1517) va permetre als otomans ocupar el Diyar Bakr i Mossul i els territoris kurds a l'est del Tigris. El 1534 els otomans van ocupar Bagdad i al mateix temps el dinasta àrab de Bàssora Raixid ibn Mughadam, que era vassall del safàvides, va esdevenir vassall otomà.
D'aquí fins al segle xx, la sort de l'Iraq anirà lligada a la de l'Imperi Otomà.

#### Governadors safàvides
- Lala Husayn 1508/09 - 1515
- Qunghuruz Sultan 1515-1524
- Zulfiqar ibn Nukhud 1524 - 1529 (rebel i vassall otomà 1528-1529)
- Muhàmmad Khan ibn Xaraf ad-Din 1530 - 1533
- Takkalu Muhàmmad ibn Khan 1533 - 1534

## Segle XX

### Administració britànica (govern militar 1918-1919, administració civil 1919-1920, Mandat 1920-1932)
El domini otomà va durar fins a la I Guerra Mundial. Al-Hasa fou ocupada pels wahhabites el 1913, Bàssora pels britànics el 1916 i Bagdad el 1917. El 10 de gener del 1919 es va establir l'administració provisional britànica i l'abril de 1920 la Societat de Nacions va confiar el mandat de l'Iraq a Gran Bretanya. El 24 d'abril de 1920 Mossul fou declarat part del territori del mandat.
L'agitació que el domini britànic va provocar entre els xeics àrabs, va incitar a la revolta a les tribus de l'Eufrates mitjà (a partir de maig de 1920) encoratjada pels mudjahids xiïtes de Nadjaf i Karbala. Els britànics van instal·lar l'1 d'octubre de 1920 un alt comissari, Sir Percy Zachariah Cox (1864 - 1937) que l'11 de novembre de 1920 va proclamar un consell d'estat àrab dirigit per Saiyid Abdul Rahman al-Haydari al-Gaylani (1841 - 1927) per exercir les funcions de govern provisional de l'estat sota mandat, però del que quedava exclòs el wilayat de Mossul. Fins al gener del 1921 els britànics no van pacificar la zona rebel, a còpia d'un gran desplegament d'efectius.
El març de 1921 la Conferència del Caire, presidida pel ministre de colònies britànic Sir Winston Churchill va proposar pel govern del país Faysal ibn Husayn, segon fill del xerif de la Meca al-Husayn II ibn Ali, que havia estat expulsat de Síria pels francesos el juliol de 1920. L'elecció fou confirmada pel consell d'estat o govern provisional i sotmesa a un referèndum, i Faisal I fou coronat el 23 d'agost de 1921 i assolia així la direcció del govern nacional constitucional, democràtic i representatiu. Les relacions de l'Iraq amb la potència que exercia el mandat, la Gran Bretanya, foren regulades per diversos tractats que van ampliar progressivament la independència de l'estat iraquià, fins al tractat de 30 de juny de 1930 que convertia l'Iraq un estat independent però establia una aliança estreta amb la Gran Bretanya per 25 anys amb un cert control de les relacions exteriors i dues bases militars, una a al-Xuayba a Bàssora i una altra a Habbaniyya a Bagdad. El 1932 l'Iraq fou admès a la Societat de Nacions i el darrer alt comissari britànic es va retirar.
En accedir a la independència el 1932 l'Iraq va continuar sent una monarquia constitucional. Encara que el Regne de l'Iraq va ser admès en la Societat de Nacions com una nació sobirana, la presència militar britànica i el desavantatjós acord anglo-iraquià de venda de petroli va generar descontentament en la població, especialment en els nacionalistes àrabs representats per Raixid Ali Gaylani.
El 1941, en plena Segona Guerra Mundial, Raixid Ali Gaylani, en aquell moment Primer Ministre, va encapçalar un cop d'estat amb suport de l'Alemanya Nazi. El Regne Unit va respondre envaint el país i restaurant el regent Abd al-Ilah

#### Comandants militars britànics a Iraq
- Sir Arthur Arnold Barret 1914 - 1915
- Sir John Eccles Nixon 1915 - 1916
- Sir Percy Henry Noel Lake 1916 - 1916
- Sir Frederic Stanley Maude 1916 - 1917

#### Comandants militars britànics a Bagdad
- Sir Frederic Stanley Maude 1917
- Sir William Raine Marshall 1917 - 1918
- Sir Alexander Stanhope Cobbe 1918 - 1919

#### Administrador provisional de l'Iraq (inclòs Mossul)
- Sir Arnold Talbot Wilson 1919-1920

#### Alts comissionats britàmics a l'Iraq (inclòs Mossul)
- Sir Percy Zachariah Cox 1920-1923
- Sir Henry Robert Conway Dobbs 1923-1928
- Sir Gilbert Falkingham Clayton 1928-1929
- Sir Francis Henry Humphrys 1929-1932

#### President del consell d'estat
- Saiyid Abdul Rahman al-Haydari al-Gaylani 1920-1921

### Monarquia iraquiana
El 1945 l'Iraq es va unir a l'Organització de les Nacions Unides i es va convertir en membre fundador de la Lliga Àrab. En 1956 el Pacte de Bagdad va convertir a Iraq, Turquia, Iran, Pakistan i el Regne Unit en aliats, i va establir la seva seu central a Bagdad.

### República iraquiana
El general Abd al-Karim Qasim va prendre el poder en un cop d'estat el juliol de 1958. Durant el mateix foren morts el rei Faisal II i el primer ministre Nuri al-Said. El nou govern, encapçalat per Qasim, aviat emprèn importants reformes; el 27 de juliol d'aquell mateix any es promulga una nova Constitució provisional, en la que es defineix a l'Iraq com a «República independent plenament sobirana» i que considera «àrabs i kurds companys en aquesta pàtria i amb els seus drets tradicionals dins de la unitat de l'Iraq» s'emprenen importants reformes populistes que afecten la propietat de la terra i millores en sanitat i educació. En l'àmbit internacional, es denuncia el Pacte de Bagdad, s'assoleixen importants acords estratègics amb l'URSS i es defineix l'alineament antioccidental. Malgrat l'aparent sintonia ideològica, les relacions amb la República Àrab Unida presidida per Gamal Abdel Nasser són dolentes; es produeixen alguns aixecaments contra Qasem i fins i tot un atemptat contra la seva pròpia persona (en el que participa un Saddam Hussein molt jove), darrere dels quals semblava haver-hi la mà de Nasser. Debilitat també en l'interior a conseqüència del final del suport del Partit Comunista (que són durament reprimits des de finals del 59), Qasem no té més remei que desenvolupar una lleu obertura del règim, amb l'acceptació d'altres grups polítics; tanmateix, aquest acostament serà insuficient per aconseguir una pau social a l'Iraq, ja que els kurds, molestos per la forta política d'arabització a què són sotmesos pel govern de Qasem, es revolten el setembre de 1961, iniciant-se així una guerra civil. En aquest context els baazistes van cobrant protagonisme.
El febrer de 1963 Qasim va ser assassinat i el Partit Socialista Àrab Baaz (Partit Ba'ath) va prendre el poder sota el lideratge del general Ahmad Hassan al-Bakr com a primer ministre i el coronel Abd al-Salam Aref com a president.
Nou mesos més tard Arif va liderar un cop d'estat que va enderrocar el govern Ba'ath, amb la qual es va iniciar una etapa de clara influència nasserista. L'abril de 1966 Arif va morir en estavellar-se el seu avió i va ser reemplaçat pel seu germà, el general Abdul Rahman Mohammad Arif. El 17 de juliol de 1968 un grup d'individus del partit Ba'ath, junt amb elements de les forces militars, va enderrocar el règim d'Arif. Ahmad Hasan al-Bakr va reaparèixer com a president de l'Iraq i del Consell del Comandament de la Revolució (CCR).

## Iraq sota Saddam Husein
El 1978 la lluita pel poder al Baath havia ja donat amplis poders a Saddam Hussein (des de 1976 general de l'exèrcit) que era l'home fort del país tot i que només vicepresident del Consell Revolucionari, però el vell al-Bakr ja no podia complir amb totes les seves funcions. El maig de 1978 vint-i-un comunistes foren executats acusat d'haver volgut crear cèl·lules comunistes a l'exèrcit, i això va enterbolir les relacions amb l'URSS. El 9 de juliol de 1978 l'ex primer ministre Razzak fou assassinat a Londres, segurament per ordre de Saddam Hussein. El 26 d'octubre un acord amb Síria es va signar a Bagdad després d'un temps de molt males relacions. Els dos governs s'oposaven als acords de Camp David entre Egipte i Israel.
El 17 de juliol de 1979 el president al-Bakr va dimitir oficialment per motius de salut i el va substituir Saddam Hussein que culminava el seu ascens al poder. El dia 28 de juliol cinc dirigents baasistes foren detinguts acusats de complot amb Síria i es van succeir detencions (incloent-hi algun ministre) i execucions (21 persones el 8 d'agost). Les eleccions del 20 de juliol de 1980 tenien ja els resultats determinats i la victòria del Partit Baas garantida; en tot cas el consell revolucionari tenia el dret de veto sobre qualsevol llei aprovada pel parlament o per dissoldre aquest. El setembre es van celebrar eleccions a la regió kurda i es van elegir els diputats a l'assemblea legislativa local.
El conflicte mal resolt del Xatt al-Arab, la reclamació iraquiana dels drets dels àrabs al Khuzistan i l'activitat desestabilitzadora del xiïtes iraquians (la meitat de la població) eren elements que influïen en l'hostilitat del règim als aiatol·làs que havien pres el poder a l'Iran. Estats Units i alguns països europeus van prometre o donar assistència a Saddam Hussein a canvi d'una guerra desestabilitzadora contra el règim islàmic de l'Iran..
La guerra es va iniciar el 22 de setembre de 1980. Es van conquerir Mehran i Susangerd i es van acostar a Abadan que va acabar destruïda; Dezful i Ahwaz van patir bombardejos. El 7 de juny de 1981 els israelians van destruir la central nuclear d'Osirak, al·legant que servia per fabricar bombes atòmiques; Israel fou condemnat per la comunitat internacional i França va oferir la reconstrucció de la central.
Els iranians van passar al contraatac i van recuperar progressivament tot el que havien perdut; al final del 1982 la guerra s'havia estancat i es tornava a les posicions inicials. Les iniciatives de pau presentades el 1983 i en endavant no van prosperar i el 1984 Iran va llençar una ofensiva per tallar les comunicacions per carretera entre Bàssora i Bagdad que només va poder ser aturada amb l'utiliutzació massiva d'armament químic. El maig de 1984 Saddam Hussein (el seu ministre d'afers exteriors Tarik Aziz) van iniciar converses amb la Unió Patriòtica del Kurdistan, dirigida per Jalal Talabani. L'aviació iraquiana, millor dotada, atacava objectius estratègics, i així foren destruïdes primer la terminal petrolera de l'illa de Kharg i després la de Sirri i Larak. El febrer de 1986 els iraquians,utilitzant milers de vaixells de pesca o esportius, van ocupar el port de Fao (Faw), quan l'estat del cel no permetia l'ús de l'aviació. Més al nord el contraatac iraquià contra Mehran fou rebutjat. Als bombardejos iraquians contra ciutats iranianes, aquests van respondre amb un míssil contra Bagdad (agost de 1986).
A començaments de 1987 els iranians van avançar cap a Bàssora. Iraq va haver d'utilitzar massivament l'aviació i va perdre el 10% d'aquesta (pèrdues cobertes per la Unió Soviètica). L'anomenada «guerra de les ciutats» en la qual les parts bombardejaven les ciutats de l'enemic, va continuar i també la «guerra dels petrolers» en què els petrolers internacionals eren atacats per un o altra segons l'origen del petroli que portaven. Iraq podia exportar petroli per oleoductes cap a Turquia, però Iran només ho feia pel Golf Pèrsic, i davant els atacs a petrolers iranians, va atacar a petroliers kuwaitians, considerats aliats dels iraquians, i va minar l'estret d'Ormuz. Un incident amb un avió iraquià, oficialment un error, va causar 37 mariners morts en un vaixell americà i els Estats Units van decidir intervenir en cas de perill pels seus vaixells, cosa que interessava l'Iraq.
El juliol de 1987 el Consell de Seguretat va urgir un alto el foc (resolució 598), però Iran exigia que la resolució reconegués l'estat agressor i la seva negativa (enfront de l'acceptació de l'Iraq) va permetre declarar un embargament d'armament. El 1988 els iraquians van passar a l'ofensiva en tots els fronts: contra els kurds, aliats dels iranians, es va iniciar la campanya anomenada al-Anfal, destinada a recuperar el control del govern a la regió, i es van emprar tota mena de mètodes com l'atac amb gas mostassa a la vila kurda de Halabja que va causar cinc mil morts civils i en va afectar seriosament deu mil més; d'aquest atac es va fer responsable als iranians, informació que fou avalada pels Estats Units durant uns anys. Al front sud i centre, l'exèrcit iraquià va recuperar Fao (abril) els camps de petroli de Majnun (juny) i Zubaidat i Armanah el juliol. El 18 de juliol Iran va acceptar l'alto el foc que es va signar el 20 d'agost de 1988. El règim ho va considerar una victòria militar i la població va sortir al carrer a celebrar-ho.
Al final de la guerra (1988) l'economia iraquiana estava ensorrada; les exportacions de petroli recuperades lentament entre 1988 i 1990, pujaven a 15.000 milions de dòlars però s'importaven productes per 16.000 (incloent 5000 per material militar) i calia buscar recursos per la reconstrucció (amb un cost estimat de 60.000 milions de dòlars) i pagar el deute (uns 70.000 milions el 1989). Kuwait però, no solament no va perdonar el deute de l'Iraq (la meitat dels seixanta mil milions de dòlars, deute al final de la guerra) sinó que va refusar reduir la producció de petroli per fer pujar els preus (1989).
El 15 de gener de 1989 es va anunciar que el Consell de Comandament de la Revolució havia decidit l'establiment d'una nova constitució multipartidista i es creava una comissió a l'efecte. Unes primeres eleccions amb el Bath i candidats independents (que havien d'acceptar els principis del règim) es van celebrar l'1 d'abril. El 5 de maig de 1989 el general Adnan Jairallah, viceprimer ministre i ministre de Defensa, considerat un rival potencial de Saddam, va morir en un suposat accident d'helicòpter a Mossul. El 18 de juliol es va aprovar per l'Assemblea Nacional la nova constitució (en la que el Bath tenia l'exclusiva de l'activitat dins l'exèrcit i la policia) i es va anunciar que seria sotmesa referèndum i que eleccions legislatives i presidencials (amb més d'un candidat) es farien segurament abans de final d'any. El 17 d'agost es va produir un greu accident en una fàbrica de míssils a Hilla, que va causar la mort de 700 persones. El 7 de desembre de 1989 en mig d'un greu desproveïment, Iraq va llençar el coet espacial al-Ahib.
El 1990 la caiguda del preu del petroli, just quan Iraq tornava a arribar a un gran nivell de producció i exportació, va decidir a Hussein a anar a Kuwait per obtenir recursos, confiant que la seva tradicional submissió als interessos dels Estats Units i les principals potències europees occidentals (França, Alemanya i el Regne Unit) l'ajudarian a sortir-se'n.

### Invasió de Kuwait i Guerra del Golf
L'Iraq va envair Kuwait l'agost de 1990, però una coalició liderada pels Estats Units, obrant d'acord amb resolucions de l'ONU, va expulsar l'Iraq de Kuwait el febrer de 1991, en la denominada Guerra del Golf.

### Període entreguerres
Al final de la guerra les divisions ètniques de l'Iraq van sortir a la llum; al sud els xiïtes, finançats pels iranians, i dirigits per l'Assemblea Suprema de la Revolució Islàmica del hadjatoleslam Sayyid Muhàmmad Bakr al-Hakim, es van revoltar amb crides des de les mesquites i amb suport de soldats iraquians desertors; es van atacar comissaries i seus del Baath. Al nord es van revoltar els kurds. Al nord la rebel·lió dels kurds es va estendre ràpidament i al cap de poques setmanes ja dominaven tot el Kurdistan; especial importància va tenir la seva entrada a la disputada ciutat de Kirkuk.
Tanmateix, l'exèrcit de Saddam, que certament havia estat derrotat, no estava aniquilat; l'encarregat de la repressió fou Ali Hassan al-Majid (Ali el Químic), ex governador militar de Kuwait i nomenat ministre de l'Interior (març del 1991), el qual va reprimir salvatgement la revolta xiïta (es calcula que hi van haver 30000 morts), sense cap reacció per parts dels americans que havien encoratjat les revoltes, les forces dels quals foren retirades el maig. La repressió fou sistemàtica i finalment l'agost de 1992 el president Bush va anunciar que la força multinacional havia decidit establir una zona d'exclusió aèria a partir del paral·lel 32 per protegir la població xiïta dels atacs aeris iraquians, però Saddam controlava el territori, i l'exèrcit va assecar moltes maresmes que era la zona en la qual els guerrillers finançats per Iran es refugiaven i va utilitzar contra ells armament químic el 1993. Saddam va imposar com a cap religiós Muhàmmad Sadek al-Sadr per substituir l'aiatol·là Abu Kassem al-Joi, que havia mort l'agost de 1992.
Després de liquidar els xiites (1991) fou el torn dels kurds: amb l'ús massiu de l'aviació el Kurdistan fou reconquerit i dos milions de kurds van haver de fugir a les muntanyes a les fronteres en un èxode dramàtic que va commocionar al món per les esgarrifoses imatges de la població civil sense res fugint de les bombes. Iran tenia prou problemes econòmics per no poder embarcar-se en una nova guerra i tampoc no va fer res i els turcs van donar suport als iraquians a causa del perill de contagi del nacionalisme kurd als que vivien a Turquia, o al suport d'un eventual estat kurd als membres d'aquesta ètnia a Turquia que en part ja estaven revoltats contra l'estat turc. Aràbia Saudita, Kuwait i altres monarquies veien de bon ull l'aniquilació d'una revolta xiïta i dels kurds laics i democràtics. A l'abril de 1992 França i Gran Bretanya van aconseguir l'acceptació per Iraq de zones segures lliures d'atacs aeris. Poc després Saddam donava un gir i pactava amb els caps kurds el restabliment de l'autonomia acordada el 1970 sense, però, afluixar la pressió militar. No obstant això, la força multinacional va declarar una zona d'exclusió aèria al nord del paral·lel 36; en aquestes condicions es van poder fer les eleccions al Kurdistan el 19 de maig de 1992 en què van obtenir la majoria molt igualats el Partit Democràtic del Kurdistan de Masud Barzani i la Unió Patriòtica del Kurdistan de Jalal Talabani. El juliol de 1992 l'assemblea kurda va nomenar el primer cap de govern (Muhàmmad Amin Muhàmmad) i es va decidir ajornar les eleccions a president regional. L'octubre l'assemblea va aprovar una moció sobre un estat iraquià federal. De fet Kurdistan esdevingué un estat independent, on l'oposició a Saddam Hussein es podia reunir i on hi havia completa llibertat de partits, de premsa, manifestació i reunió.
Hussein va superar doncs la crisi i va romandre amb el ferm control del país, encara que econòmicament i militar no es va poder recuperar mai. El 23 de març de 1991 Saddam va nomenar un nou govern civil presidit pel baasista Saadun Hammadi (1930 - 2007) un xiïta del sud, per donar aparença de més democràcia (deixant el càrrec de primer ministre que havia ocupat el mateix Saddam des de 1979); Hamdani fou destituït al cap de sis mesos (16 de setembre) i substituït per Muhàmmad Hamza al-Zubaydi coincidint amb rumors sobre un intent de cop d'estat i execució de molts comandaments militars. Però de fet Hammadi va passar a ser conseller presidencial. Ali el Químic va esdevenir ministre de Defensa (6 de novembre) i el seu lloc a Interior fou cobert per un altre parent de Saddam, Watan Ibrahim al-Hassan. El 28 d'abril de 1993 en el 56 aniversari del naixement del president es va celebrar una gran festa pública inspirada en l'antic cerimonial de Babilònia. El 5 de setembre de 1993 una nova reorganització ministerial va fer córrer altre cop rumors de cop d'estat. Ahmad Hussein Khudayir al-Samarrai fou nomenat primer ministre, però el 29 de maig de 1994 Saddam va reassolir aquest càrrec davant la greu crisi econòmica, amb el manteniment de l'embargament per l'ONU.
Saddam presentava la seva supervivència política com a prova de la seva victòria militar, i va obtenir popularitat en el món àrab en part per la simplificació de ser el representant del món àrab en la lluita contra Occident. Els palestins, jordans, sirians, iemenites, sudanesos, libis, algerians i mauritans li donaven suport (tot i que els governs romanien neutrals). Saddam proclamava unitat àrab, autosuficiència i justícia social. Saddam es va comportar com un devot musulmà per recuperar el suport dels elements conservadors i religiosos, va introduir algunes formes de la xara a les lleis del país; ja el 19 de gener de 1991 havia introduït la frase Allah Akbar (Déu és gran) a la bandera nacional, que es va escriure (de punt i lletra de Saddam) entre les dues estrelles.
Durant uns anys Estats Units i la Gran Bretanya van llançar alguns atacs de represàlia per la violació de les zones d'exclusió destacant el bombardeig per error de l'hotel Rashid de Bagdad (amb alguns morts) el gener del 1993, la destrucció del quarter de la Intel·ligència iraquiana a Bagdad el 26 de juny de 1993 en revenja d'un suposat complot per assassinar al president Bush (assassinat que s'hauria d'haver produir durant el viatge a Kuwait l'abril de 1993). Les sancions imposades per l'ONU a Iraq el 1990 per la seva invasió de Kuwait no foren aixecades i les exportacions de petroli van romandre aturades. L'economia iraquiana es va acabar d'enfonsar amb les infraestructures destruïdes per les dues guerres i les guerres civils, el deute acumulada i la incapacitat d'obtenir nous recursos. La inflació va arribar el 1993 al 3000%. Un corredor d'ajut humanitari es va obrir des de Síria per millorar la situació de la població, principal perjudicada de l'embargament. El 9 de desembre de 1996 l'ONU va permetre la represa limitada de les exportacions de petroli per comprar menjar i medicines. L'exèrcit en canvi estava ben finançat amb les exportacions de petroli de contraban cap a Turquia.
Els oficials americans acusaven a Saddam de no respectar les zones d'exclusió, de violar l'embargament i d'emmagatzemar armes de destrucció massiva, Era evident per qualsevol que conegués la situació que era una forma de pressió sobre el règim. Alguns raids aeris americans i britànics van seguir esporàdicament, en especial l'Operació Guineu del Desert del 1988. La suposada resistència iraquiana a les inspeccions dels dipòsits d'armes de destrucció massiva van provocar crisis diplomàtiques el 1997 i 1998, i del 16 al 19 de desembre de 1998 Iraq fou bombardeja en diversos punts per míssils americans i britànics. Els dos següents anys l'activitat bèl·lica fou intermitent però el febrer de 2001 els avions americans i britànics van tornar a bombardejar de manera important diversos llocs a l'entorn de Bagdad.
En tots aquestos anys la repressió es va incrementar. Els seus fills Uday i Qusay van esdevenir poderosos i van dirigir operacions repressives i negocis bruts personals. Dos parents de Saddam (els seus gendres Hussein Kamel i Saddam Kamel, que eren alts comandaments militars) van desertar l'agost de 1995 cap a Jordània i quan van tornar a Iraq suposadament perdonats foren executats (febrer de 1996).
Fins al final l'Iraq va jugar al gat i la rata amb els occidentals. Les acusacions d'aquests eren evidentment falses, però Iraq no deixava inspeccionar perquè així feia l'efecte que podien ser autentiques i podia mantenir així el seu prestigi com a potència regional. Aquest engany va ser fatal per al règim després dels atemptats de l'11 de setembre de 2001, i van donar a George Bush Jr. una excusa per portar a terme una desig personal i acabar una feina en nom del seu pare (el president George Bush de la primera guerra del Golf)

## Guerra de l'Iraq

### Invasió de l'Iraq el 2003
El 19 de març de 2003, Estats Units, amb el suport d'una coalició integrada pel Regne Unit, Austràlia, Polònia, Itàlia, Espanya, Filipines, El Salvador, el Kazakhstan i la República Dominicana, va iniciar la invasió sense suport de l'Organització de les Nacions Unides, amb nombrosos governs de països de tot el món en contra, i amb l'opinió pública mundial també en contra (incloent els mateixos ciutadans dels Estats Units, Espanya i la Gran Bretanya).
Després d'una ràpida campanya de tres setmanes, la coalició va arribar a una ciutat de Bagdad, que va caure en el caos a causa del buit de poder que es va produir amb l'enderrocament del govern sobirà de l'Iraq. El govern de Saddam Husein va deixar d'existir el 9 d'abril de 2003.

### Postinvasió
El 13 de desembre de 2003 Saddam Hussein va ser capturat per soldats estatunidencs amb l'ajuda d'iraquianes col·laboracionistes. Més endavant seria jutjat i condemnat a morir a la forca per un tribunal iraquià.
Posteriorment es van celebrar eleccions per aprovar una nova constitució per donar legitimitat al nou govern i per elegir un nou president. El cert és que des de l'inici de la invasió el país sofreix un constant clima d'inestabilitat política i social; els atemptats són gairebé diaris i els duen a terme grups tribals i sectaris descontrolats o, amb major freqüència, són atacs de guerrilla convencionals, d'aquells que rebutgen la permanència de les tropes d'ocupació al territori. També es dona un continu enfrontament entre xiïtes i sunites, que, a partir de febrer de 2006, va empitjorar fins a arribar gairebé a l'esclat d'una guerra civil. Aquest enfrontament va acompanyat també d'enfrontaments pel poder entre diferents faccions xiïtes. S'ha d'afegir, a propòsit d'això, els enfrontaments amb els iraquians reclutats pels islamistes wahabites d'Al Qaeda que volen fer-se forts al país per evitar que el controlin els Estats Units o els xiïtes. Però amb cap o poques probabilitats d'arribar al poder.
Malgrat que els nord-americans van decretar el cessament de les operacions militars bèl·liques el maig de 2003, pensant que ja tenien el país controlat i que guanyar la guerra seria fàcil, l'exèrcit ocupant ha fet front a una guerra de guerrilles complicada i devastadora per part de la insurgència iraquiana, formada per milícies i grups guerrillers de diferents tipus (nacionalistes baathistes o no baathistes, comunistes marxistes, islamistes sunnites amb relació, o sense, amb Al Qaeda, islamistes xiïtes amb relació, o sense, amb els xiïtes de l'Iran...) 
Diversos països han començat la repatriació de les seves tropes, en adonar-se de la perillositat de la situació del país, l'alt cost del manteniment de les tropes, la impossibilitat de guanyar la guerra, i el mateix disbarat de la majoria dels seus arguments inicials.
Els Estats Units i la Gran Bretanya, a més, s'han vist esquitxats per l'escàndol de les tortures a la presó d'Abu Ghraib,les pallisses de soldats britànics a joves iraquians o actuacions com els Fets de Hamdania. Se segueixen produint crims de guerra per la mort de cents de milers de civils iraquians atrapats en els combats i bombardejos de la guerra; en la petita guerra civil provocada per les divisions ètniques, tribals i sectàries; i l'empitjorament general de les condicions de vida des que es va iniciar la invasió.
Tot i l'èxit militar de la invasió en si, s'ha produït una llarga postguerra i l'exèrcit ocupant ha sofert gran quantitat de baixes entre morts i ferits en un continu degoteig a les mans de la resistència iraquiana i de grups estrangers vinguts a combatre contra els americans. El nombre de baixes dels ocupants durant la postguerra ja supera les baixes sofertes durant la invasió. Les baixes de la resistència no tenen una xifra oficial, però es calcula que multipliquen per deu a les aliades. El terrorisme islamista radical ha utilitzat la invasió i posterior ocupació de l'Iraq com a argument en els seus atacs arreu del món, en especial a Madrid (11-M) i Londres (7-J). Tots els països que van enviar tropes d'invasió o ocupació a aquest país segueixen en la llista d'objectius de l'organització terrorista Al-Qaeda i estan sota amenaça d'atac.
Després de les eleccions de 2005, el kurd Jalal Talabani fou elegit president i es votà en referèndum la constitució una nova constitució el 15 d'octubre de 2005, enmig de fortes mesures de seguretat i amb molta participació, malgrat el vot negatiu de la majoria dels sunnites.

## Dècada del 2010
Del 2014 al 2017 va tenir lloc l'anomenada segona guerra civil iraquiana.
El 2017 la regió kurda del país va tirar endavant en un referèndum il·legal per la independència del Kurdistan Iraquià. L'aleshores governador de Kirkuk Najmaddin Karim va donar un discurs a favor de votar sí al referèndum.